# Кіт лісовий
Кі́т лісови́й (Felis silvestris) — вид хижих ссавців з роду кіт (Felis) родини котових (Felidae). Проживає у Європі, на Кавказі й на півночі Туреччини в усіх типах лісів. В Україні рідкісний ссавець, що підлягає охороні (має статус «вразливий»). Вага самиць у середньому 3,5 кг, а самців 5 кг. Волосяний покрив від коричневого до сірого забарвлення зі смугами на лобі та з боків; пухнастий хвіст із чорним кінчиком.

## Морфологія
Загалом подібний до свійського кота, але відрізняється дещо більшими розмірами (довжина тіла до 90 см) і відносно коротким притупленим хвостом, покільцьованим кількома (частіше 3–4) темними смугами. Кінчик хвоста — чорний. Підошви лап — чорні. Очі блакитні або сірі. Ринарій червоно-рожевий (кольору «сирого м'яса»). Череп — великий, довжиною 90–110 мм, зазвичай без носового прогину.
За зовнішнім виглядом дика лісова кішка схожа на сіру домашню, але виглядає більшою, масивнішою і коротшою. Голова в неї об'ємиста, зуби міцні, ніс темно-рожевий. Хвіст товстий, пухнастий, із декількома чорними кільцями, немов підрублений на кінці. Шерсть густа й довга, з яскраво-жовтим підшерстям, чорними смугами та плямами, уздовж хребта проходить чорна смуга. У самця основний колір шерсті — темно-сірий, у самиці — трохи світліший.

## Поширення та чисельність

Поширення кота лісового в Україні (за)

### Поширення
Сучасний ареал займає лісові області Середньої та Південної Європи, Малої Азії та Кавказу. Україна є східним кордоном номінативної форми лісового кота. У XVII–XVIII ст. вид траплявся в Карпатах, на Волині та Сумщині. Кіт лісовий також поширений в Українських Карпатах, на Закарпатті (Виноградівський, Берегівський, Воловецький, Тячівський, Перечинський райони). Невелика популяція кота лісового виявлена в Чернівецькій області (Сторожинецький, Глибоцький райони), на Волині та в Одеській області. Протягом першого десятиліття XXI ст. ареал розширився — вид виявлено в Миколаївській області та навіть на Черкащині.
Окремі деталі поширення і природної історії кота лісового в Європі викладено на сторінці «Кіт лісовий європейський».

### Місця перебування
Селиться в горах, у глухих дубових, дубово-грабових, букових і мішаних, рідко ялинових лісах (висота 300–900 м), у плавнях в очеретяних заростях, часто влаштовує лігва на плавучих острівцях.
Живе у високостовбурних лісах, заростях чагарнику й очерету, вдалині від населених пунктів, але іноді може поселятися на горищах будинків. Влаштовує лігвище у покинутих лисячих і борсучих норах, у дуплах товстих дерев. Полює переважно вночі.

### Чисельність
В Україні карпатська популяція сягає чисельності 300–400 особин, на Поділлі — кілька десятків особин. Є одиничні особини в плавнях Дунаю та Дністра. Загальна кількість оцінюється в 400–500 особин.

### Причини зміни чисельності
Інтенсивне вирубування лісу, різке скорочення площ старих листяних лісів, особливо дібров, створення штучних лісових насаджень і активне рекреаційне використання лісів, знищення особин виду під час відстрілу бродячих домашніх котів, застосування мисливських капканів. Серед несприятливих кліматичних факторів важливе значення має глибина снігового покриву.

## Особливості біології
Веде прихований спосіб життя. Селиться поодинці. Активний у сутінках та вночі. Теплолюбна тварина. Водиться в місцях, що добре прогріваються сонцем, з густим травостоєм, старими дуплистими деревами, в чагарнику. Виводкові лігва влаштовує в дуплах дерев, розколинах скель, під купами сушняку і колод, у норах борсука та лисиць, зрідка — на горищах лісових будинків, в очеретяних заростях. Живиться переважно мишоподібними гризунами, рідше птахами, плазунами, у крайніх випадках — трупами тварин. Самка раз на рік (квітень — травень) після 63–68 денної вагітності народжує 2–4 (зрідка 5) сліпих малят, які тримаються біля неї до вересня — жовтня. Вороги і конкуренти — рись, лисиця звичайна, вовк, куницеві, бродячі собаки, великі хижі птахи. Значної шкоди чистоті виду завдають бродячі коти, які, паруючись з дикими, дають гібриди.
Живиться кішка не тільки дрібними гризунами та птахами, але й здатна впоратися із зайцем і навіть нещодавно народженими дитинчатами оленя та сарни. Кошенята народжуються сліпими, але розвиваються швидко. Виховані в неволі з дитинства, вони так і не стають до кінця прирученими. Дорослі тварини агресивні, прирученню не піддаються. Відчуваючи загрозу життю, кішка виявляє надзвичайну лють і може завдати серйозних каліцтв супротивникові, який набагато перевершує її за силою та розмірами. Чисельність дикої лісової кішки зменшується через вирубування лісів і гібридизацію з домашньою кішкою, особливо здичавілою.

### Розмноження у неволі

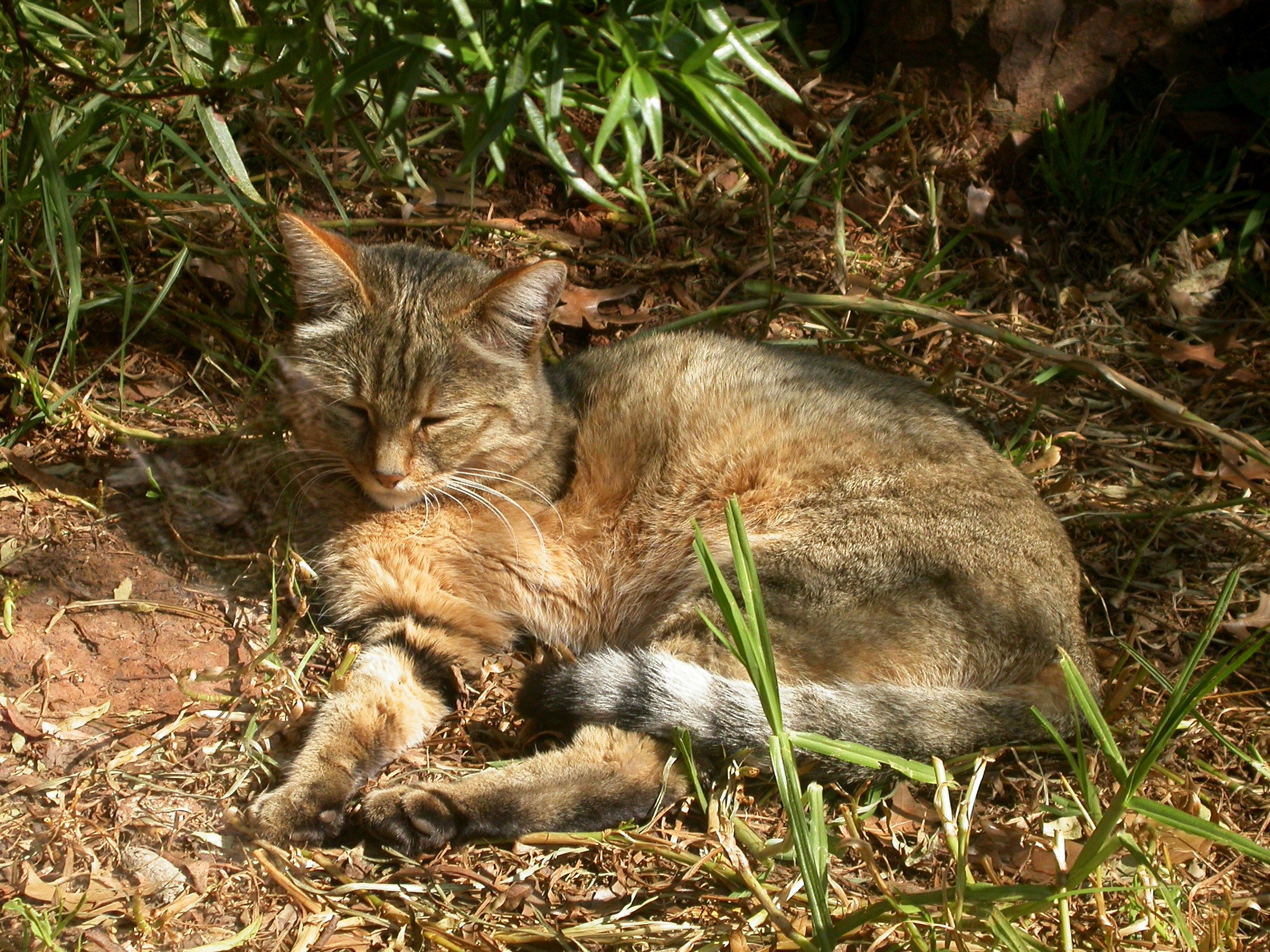
Кіт степовий

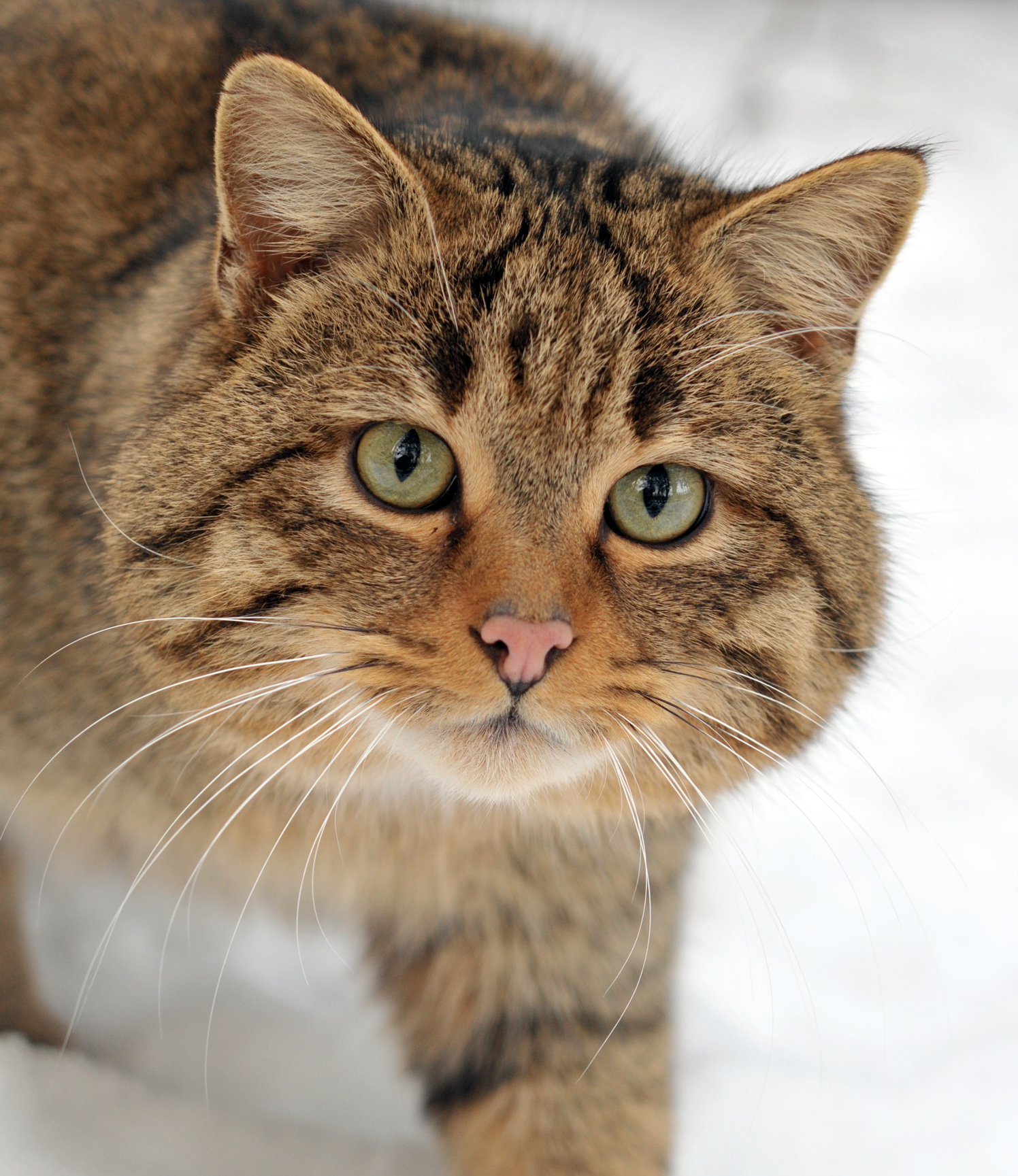
Кіт лісовий європейський

У зоопарках Європи розмножується. Наразі[коли?] факти розмноження в зоопарках України невідомі.

## Охорона
На більшій частині ареалу стан природних популяцій виду залишається більш-менш стабільним. Саме тому він, згідно Червоного списку МСОП, отримав охоронну категорію «відносно благополучний вид». Але в окремих регіонах спостерігається тенденція до зниження чисельності популяції виду. Тому кіт лісовий занесений до Вашингтонської конвенції (Додаток II. Види, що можуть опинитися під загрозою зникнення), Бернської конвенції (Додаток II. Види фауни, що підлягають особливій охороні), а також до Директиви Європейського Союзу 92/43/ЄС «Про збереження природних оселищ та видів природної фауни і флори» (Додаток IV. Види рослин і тварин, що становлять особливий інтерес для Європейського Союзу, які потребують суворих заходів охорони).
Занесений до всіх видань Червоної книги України (1980, 1996, 2009, 2021). Охороняється кіт лісовий в Карпатському біосферному, Дунайському біосферному заповідниках, Карпатському національному природному парку. Для збереження виду необхідно заборонити відстріл бродячих свійських котів у місцях існування виду, інтенсифікувати боротьбу з браконьєрством та посилити контроль за дотриманням правил утримання псів, створити заказники в місцях розмноження виду.

## Систематика
Єдиний представник роду Felis у фауні України, один з 4 видів цього роду, відомих у світовій фауні. Схрещується зі свійськими котами.
За виданням «Види ссавців світу» 2005 року в межах комплексу «кіт лісовий» наведено 24 підвиди. З того часу відбувся перегляд таксономії. Зокрема, за попередніми висновками Групи спеціалістів з котів МСОП вид кіт лісовий (Felis silvestris) поділяється лише на два підвиди: кіт лісовий європейський (F. s. silvestris) і кіт лісовий кавказький F. s. caucasica, оскільки решта популяцій раніше широкого виду тепер віднесено до інших видів, а саме кіт степовий (Felis lybica) і кіт китайський (Felis bieti), а також підвидів виду Felis lybica: F. l. lybica, F. l. cafra, F. l. ornata. Кіт свійський відомий під такими науковими назвами: Felis silvestris catus, Felis catus і Felis lybica catus.
Інші раніше окремі підвиди наразі включені в:
- Африканські підвиди
  - Felis silvestris foxi (Західна Африка)
  - Felis silvestris griselda (Центральна Африка)
  - Felis silvestris ocreata (Схід Центральної Африки)
  - Felis silvestris mellandi (Захід Центральної Африки)
  - Felis silvestris haussa (Нігер)
  - Felis silvestris rubida (Демократична Республіка Конго)
  - Felis silvestris ugandae (Уганда)

- Felis lybica ornata
  - Felis silvestris caudata (терени біля Каспійського моря)
  - Felis silvestris chutuchta
  - Felis silvestris nesterovi (Нижня Месопотамія, Ірак)

- Felis lybica lybica
  - Felis silvestris gordoni
  - Felis silvestris iraki (Кувейт)
  - Felis silvestris tristrami (Моав)

- Felis silvestris silvestris і Felis silvestris catus
  - Felis silvestris cretensis (Крит) (зникли, хоча декілька випадків спостереження було зареєстровано).
  - Felis silvestris grampia — шотландський дикий кіт (північ і захід Шотландії)
  - Felis silvestris jordansi — балеарський дикий кіт (Балеарські острови)
  - Felis silvestris reyi — корсиканський дикий кіт (Корсика) (Можливо вимерла)

- Інші підвиди:
  - Felis silvestris vellerosa — недійсний підвид кота китайського

## Галерея

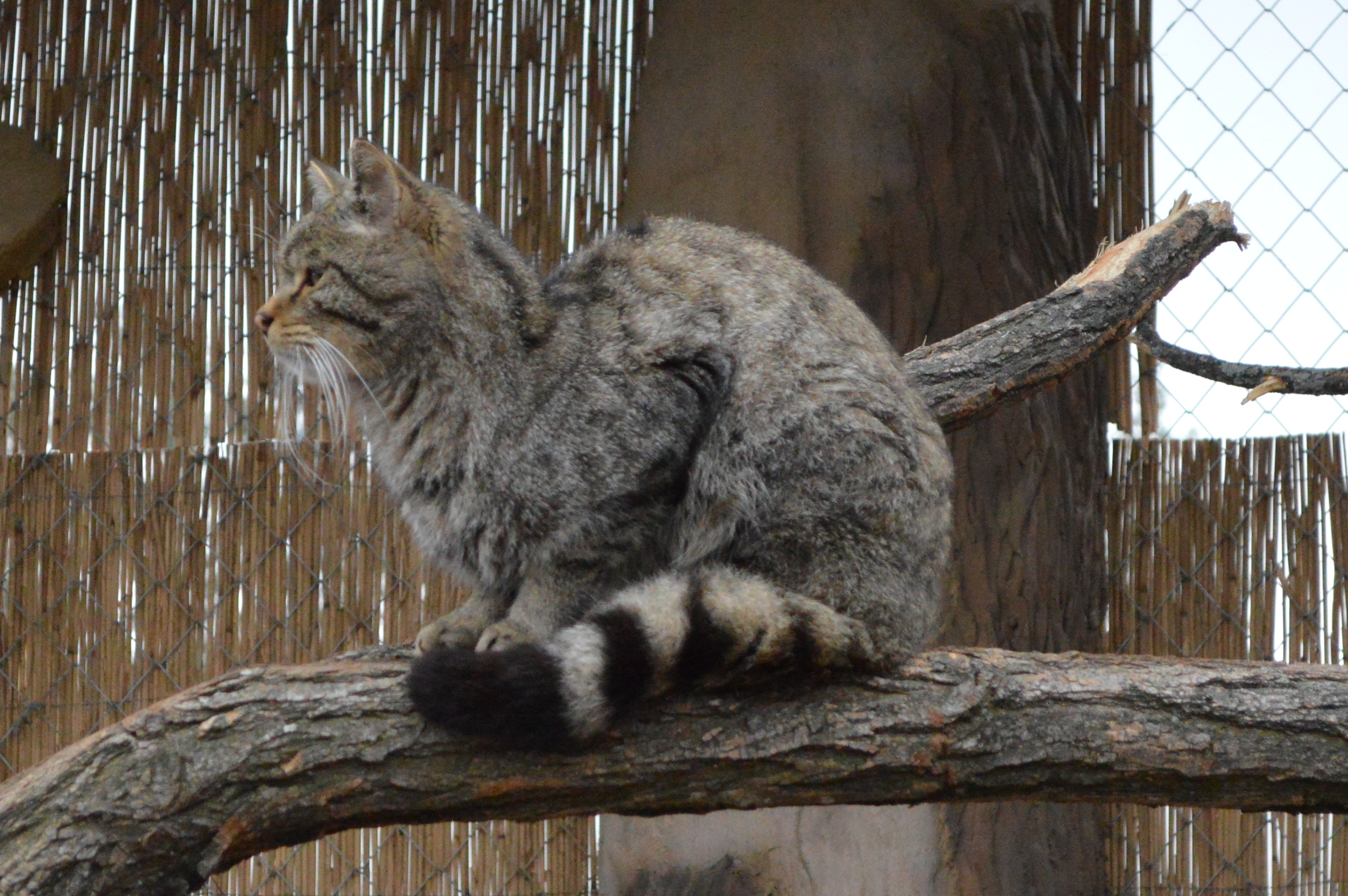
Felis silvestris silvestris (кіт лісовий європейський)
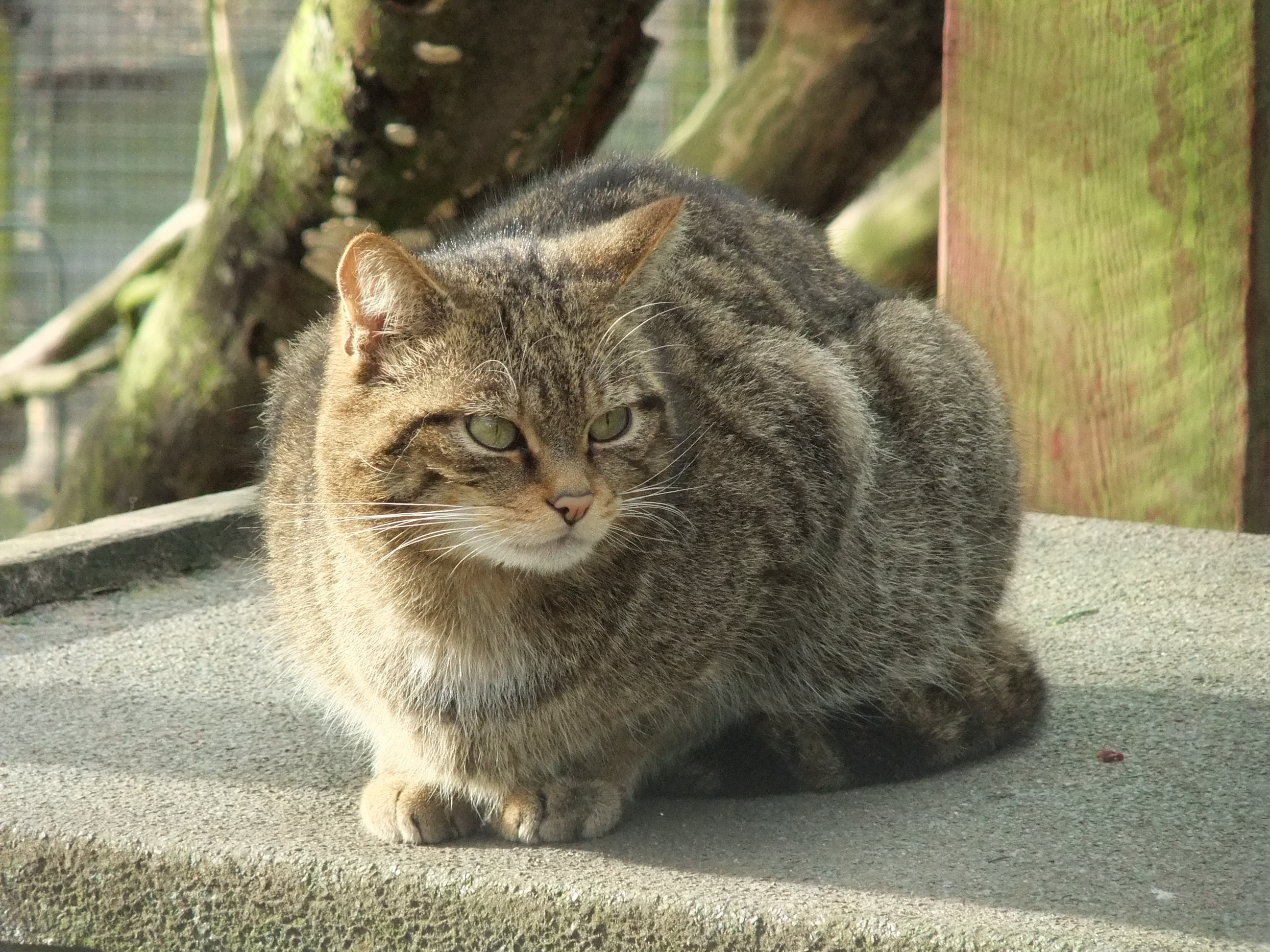
Felis silvestris grampia (Шотландська дика кішка)
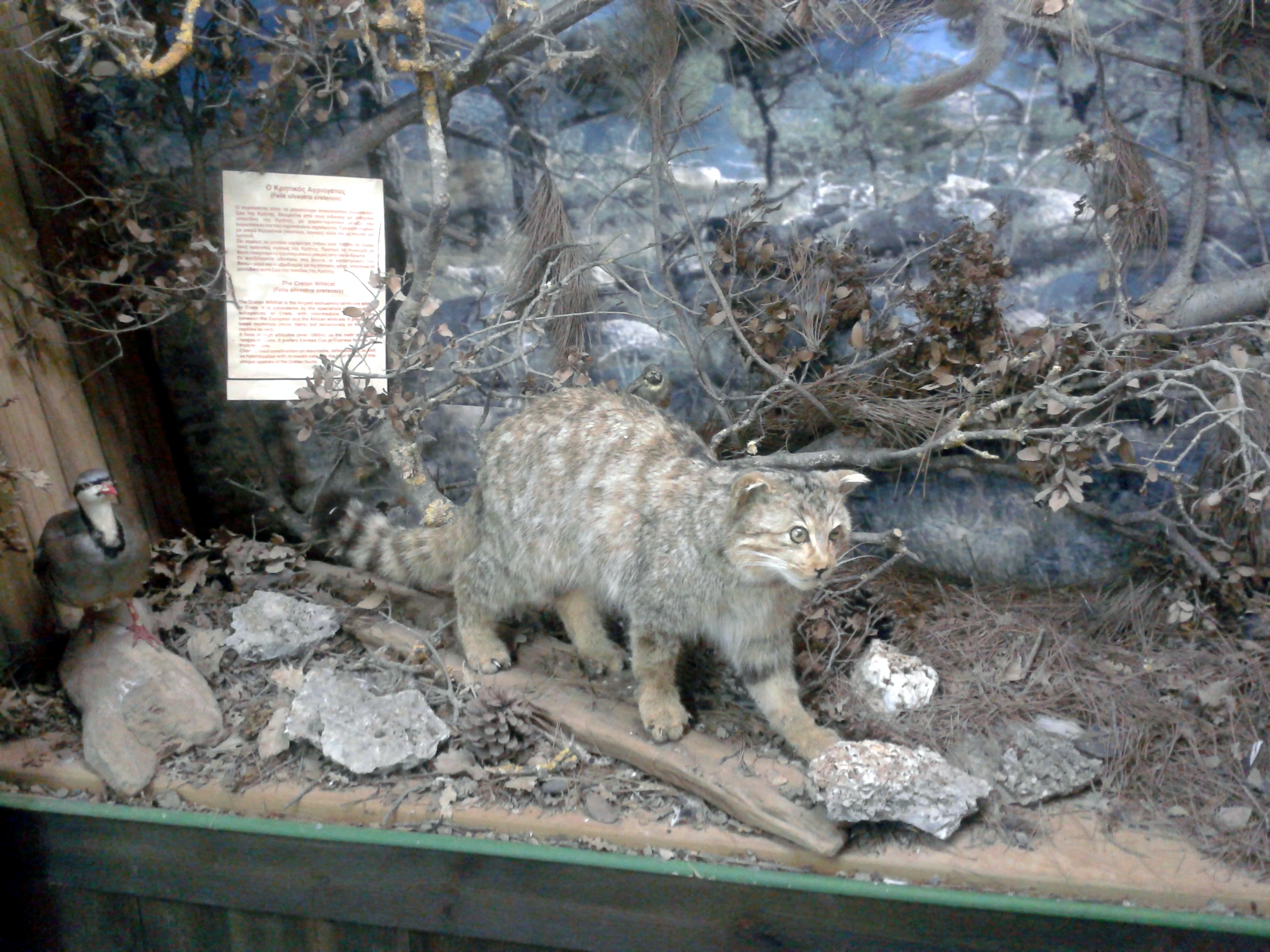
Felis silvestris cretensis (Критський дикий кіт)
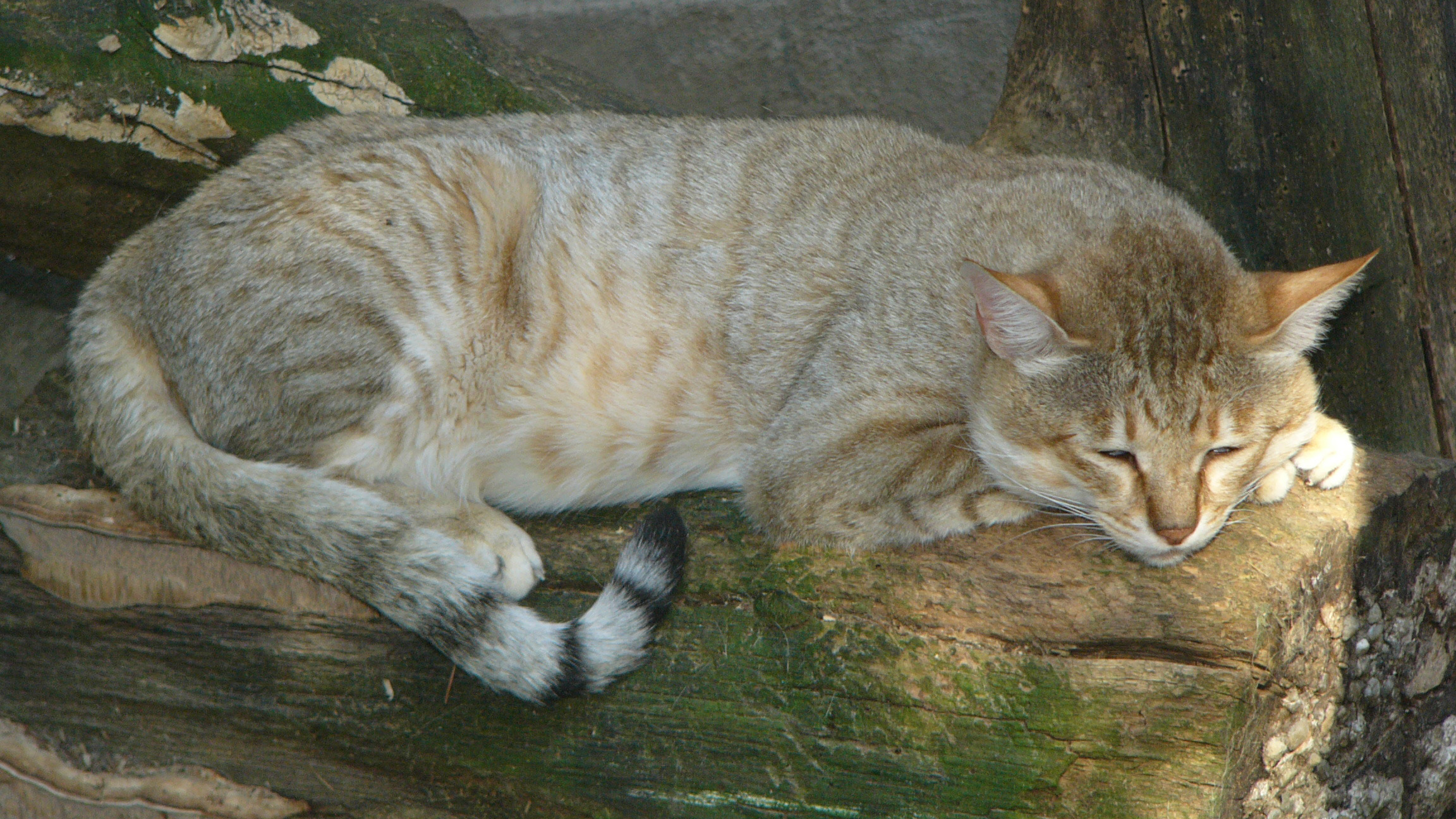
Felis silvestris gordoni
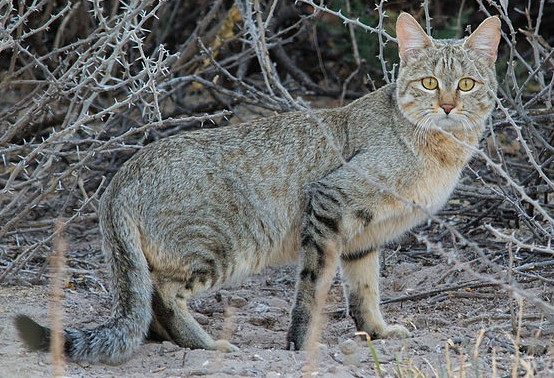
Felis silvestris cafra